# Matic
Matic je moško osebno ime.

## Izvor imena
Ime Matic je različica moškega osebnega imena Matija.

## Pogostost imena
Po podatkih Statističnega urada Republike Slovenije je bilo na dan 1. januarja 2011 v Sloveniji število moških oseb z imenom Matic:  5.550. Med vsemi moškimi imeni pa je ime Matic po pogostosti uporabe uvrščeno na 46. mesto.

## Osebni praznik
Osebe z imenom Matic lahko godujejo takrat kot osebe z imenom Matija.

## Znane osebe
- Matic Osovnikar, slovenski atlet